# Blind Illusion (banda)
Blind Illusion es una banda estadounidense de thrash metal progresivo de Richmond, California . Formada en 1978 por el guitarrista y compositor principal Mark Biedermann, la banda ha tenido varios cambios de formación, siendo Biedermann el único miembro constante. Blind Illusion también se destaca por presentar a Les Claypool y Larry LaLonde, ambos más tarde de Primus, quienes tocaron el bajo y la guitarra respectivamente en su álbum debut de 1988 The Sane Asylum .Después de una pausa de 20 años, Biedermann reformó Blind Illusion en 2009 y desde entonces han lanzado dos álbumes más: Demon Master (2010) y Wrath of the Gods (2022). También lanzaron un EP en febrero de 2019, titulado 2018, que también incluye remakes de algunas de sus canciones más antiguas.

## Historia
Blind Illusion se formó en 1978 por los estudiantes de De Anza High School Mark Biedermann, en guitarra y voz, Les Claypool, en bajo, y Bret Hern, en batería. En ese momento, Biedermann había estado escribiendo su propia música desde muy joven, y las canciones originales fueron una prioridad para la nueva banda desde el principio. El primer sonido de la banda se había arraigado musicalmente en el rock progresivo, con Biedermann citando como sus principales inspiraciones a Rush, King Crimson, Jethro Tull, Scorpions, Mahavishnu Orchestra, Frank Marino, Black Sabbath y Blue Öyster Cult . Pronto agregaron al vocalista David White. Claypool dejó la banda en 1979 y fue reemplazado por el bajista Chris Olsen. Esta formación tocaría en fiestas al aire libre y en conciertos de varias bandas autopromocionados en la zona, ya que todos los miembros eran demasiado jóvenes para tocar en clubes. También grabaron varias canciones de demostración durante este período. Brian Kehoe se unió como segundo guitarrista y Les Claypool también regresó para grabar otra cinta de demostración de las canciones "On Death's Bed" y "Kamikaze" en 1980.
En 1983, Blind Illusion estaba incursionando en los mismos lugares que presentaban muchas bandas en la escena thrash del Área de la Bahía en desarrollo. En ese momento, a Biedermann y White se les unieron Craig Maracich en el bajo, Evan McCaskey en la guitarra, Vic Griffith en la batería y Ben Heveroh en los teclados. Esta versión grabó otra cinta de demostración y fue bastante estable durante un tiempo, pero la banda se vio acosada por cambios en la formación en el futuro.La versión de 1985 de la banda (Biedermann, White, Gene Gilson en el bajo, Mike Miner en la batería) grabó la demo "Trilogy of Terror" que fue producida por el antiguo compañero de clase de Biedermann, el guitarrista de Metallica Kirk Hammett . Poco después, David White se iría para unirse a Heathen y Biedermann se hizo cargo de la voz.

En 1986, después de una demostración adicional producida por Hammett, que incluía a su técnico de guitarra John Marshall en la segunda guitarra, Hammett llamó la atención de Mark Palmer en Music for Nations en Inglaterra, quien firmó un contrato de grabación con Blind Illusion. En 1987, Gilson había dejado la banda y Les Claypool se reincorporó por tercera vez durante un descanso de su banda Primus . Antes de que comenzara la grabación del álbum, John Marshall se fue para unirse a Metal Church y fue reemplazado por el ex-guitarrista de Possessed, Larry LaLonde .
La grabación del álbum comenzó en Hyde Street Studios con la producción de Kirk Hammett. Al mismo tiempo, en los estudios Alpha y Omega adyacentes, Blue Öyster Cult estaba grabando su álbum Imaginos . El gerente, productor y letrista de BOC , Sandy Pearlman, escuchó la interpretación de Biedermann y le preguntó si le gustaría participar como invitado en el álbum. Biedermann finalmente aparece en varias canciones del álbum junto a guitarristas notables como Joe Satriani y The Doors Robbie Krieger . En lugar del pago por sus contribuciones al álbum, Biedermann intercambió tiempo de estudio para mezclar el álbum Blind Illusion ya que habían gastado todo su dinero adelantado en ese momento. El álbum debut resultante , The Sane Asylum, se lanzó en la primavera de 1988 en Combat Records en los EE. UU. Y en el sello afiliado a Music For Nations , Under One Flag en Europa. Si bien Hammett de hecho produjo el álbum, no se le acredita como tal debido a que la gerencia de Metallica requirió un pago para usar su nombre, lo que Biedermann rechazó. La banda se embarcó en una gira por Estados Unidos para promocionar el lanzamiento con Hallows Eve y At War. A la mitad de la gira, Claypool regresó a Primus y fue reemplazado por Adam Gates por el resto de la gira. Después de que la banda regresara a casa en 1989, LaLonde también dejó la banda para unirse a Claypool en Primus.
Blind Illusion luego firmó un contrato de grabación con CBS Records y Biedermann trajo a Vern Mc Elroy al bajo, Wes Anderson a la batería y Mark Strausburgh a la guitarra. La banda comenzó a grabar su segundo álbum titulado The Medicine Show, pero el proyecto se archivó y Blind Illusion se disolvió poco después cuando su contrato con CBS se declaró nulo y sin efecto después de que Sony compró CBS y eliminó varios actos del sello.Mark Biedermann tocó brevemente el bajo para Heathen en su álbum Victims of Deception en 1991.

Biedermann dejó atrás el negocio de la música y enseñó Shaolin Kung-Fu en el Monasterio Budista Ciudad de los Diez Mil Budas en Talmage Ca. Fue en este momento en 1999 que descubrió el nombre The Ghost Kings en un sutra budista "Las vidas pasadas de Earth Store Boddhissattva", que usó como nombre para su proyecto Southern Rock. Biedermann escribió más de 35 canciones clásicas de rock sureño / country, incluidas King Hobo Dirt Road Okie y Ghost Kings con su compañero musical, el guitarrista rítmico y vocalista "Scary" Eric Lagosh.
Después de una pausa de aproximadamente 20 años, Biedermann reformó Blind Illusion en 2009 con una nueva formación de Danny Harcourt en la guitarra y Robert Nystrom en la batería, lanzando su segundo álbum de estudio Demon Master el 7 de julio de 2010. El álbum marcó un estilo y sonido muy diferente al de The Sane Asylum, yendo en una dirección más tradicional de rock progresivo / stoner. En septiembre de 2010, el grupo promocionó el disco en el Paseo Sobrante, una feria callejera que se realiza todos los años en El Sobrante desde 1991. Antes de reunir Blind Illusion, Biedermann había realizado espectáculos anteriores en Sobrante Stroll, así como en la feria Solano Stroll, más antigua y mucho más grande, en Berkeley . El material que Biedermann cubrió incluyó una mezcla de originales de Blind Illusion y colaboraciones de blues rock con otros músicos locales.
En diciembre de 2013, Biedermann conoció al bajista de DRI Harald Oimoen en Berkeley, y Oimoen convenció a Biedermann de regresar al sonido de Sane Asylum con el que Blind Illusion estaba más asociado, y unirse a él y al baterista Erik "Cire" Cruze de los primeros East Bay Thrashers "Terminal". Choque". Estas sesiones fueron el catalizador para que Biedermann siguiera adelante con el estilo clásico de Blind Illusion. Biedermann finalmente se asoció con el ex guitarrista de Heathen Doug Piercy y el bajista Tom Gears para grabar el EP de cuatro pistas "2018". La banda ha tocado en varios espectáculos europeos desde entonces.
En agosto de 2020, Blind Illusion anunció que estaban en el estudio grabando su tercer álbum, tentativamente titulado Wrath Of The Gods, que incluía al ex baterista de Death Angel, Andy Galeon. El álbum fue lanzado el 7 de octubre de 2022.

## Discografía

### Álbumes de estudio
- El manicomio cuerdo (1988)
  - The Sane Asylum (2007) ('Metal Mind')
  - The Sane Asylum (2015) ('World in Sound') (CD remasterizado oficial y vinilo dorado de edición limitada: conjunto de 12 "y 7")
  - The Sane Asylum (2021) (relanzamiento)
  - The Sane Asylum (2022) ('Hammerheart Records') (+CD extra en vivo).
- Maestro demonio (2010)
- 2018 (2018) (4 pistas: Race with the Wizard, Ice Sage, Metamorphosis of a Monster, Vengeance Is Mine)
- Ultimate Anthology 1 (2021) ('Cult Metal Classics': las sesiones completas de 1979 y la demostración).
- Ultimate Anthology 2 (2022) ('Cult Metal Classics' - Demos completas de 1980 - 1986 - 17 canciones).
- La ira de los dioses (2022) ('Hammerheart Records')

### Demos y grabaciones de estudio conocidas
- Demostración de estudio de 1979 (The Watcher / Who am I / Kamakazi / Death is Gray - 4 canciones) ≈
- 1979 Sesiones del mismo modo (Rockers Unite / Nightmare on Secret Town Rd / Death Noise / Freedom Passed Me By / Life Goes On / World's That's an Illusion y las mencionadas anteriormente - 10 canciones) %
- Demostración de 1980 (En el lecho de la muerte / Kamikaze)
- 1983 Demostración (Walk the Iron / Blind Sun)
- 1983 Demo (Race the Wizard / Darkness / Death Noise / Concerto for a Dildo, Opus Edipus, A Lesson in Incest, A Bowel Movement in C Minor)≈
- 1984 Demo (Trilogía del terror: Banshee / Glass Guillotine / Destroyer)
- Demostración de 1985 (Blood Shower / Smash the Crystal)
- Demostración de 1986 (Muerte lenta / La venganza es mía / Lluvia de sangre / Kamikaze)
- 1988 Studio (Programa de medicina)
- 1988 Studio (Espionaje en el infierno)
- 1989 Demostración (Sinfonía Psicodélica) $
- 1990 Studio (Electric Soul ~6 canciones)
- 1992 Estudio (4 canciones)^^
- 1993 Estudio (5 canciones) ^^ &&
- Pistas de demostración de 2014 (Iron Ox / Death Noise / Smash the Crystal / Naomi / Ice Sage)
- Pistas de demostración de 2015–2017 (numerosas, incluidas versiones reelaboradas de Espionage in Hell y otras, pista de demostración grabada en Expressions).

## Integrantes

### Alineación actual
- Mark Biedermann - guitarras solistas/rítmicas, voz solista (1978-presente)
- Doug Piercy - guitarra (2017-presente)
- Tom Gears - bajo (2017-presente)
- Andy Galeon - batería (2020-presente)

### Otros exmiembros (incompleto)
Voz
- Keith Stewart (1978)
- David blanco (1979-1985)
- Dave (1992)

Guitarras (incompleta)
- Bryan Kehoe (1981-1983)
- Evan McCaskey (1983)
- Hans Larson (1983)
- Pat Woods (1985-1986)
- Marcos Searle (1985)
- John Marshall (1987)
- Larry LaLonde (1987-1989)
- Mark Strausberg (1989-1990)
- Eric Lagosh (1989)
- Steve Marcus (1992-1995)
- Eric Meyer (2007)
- Aarón Knudson (2015)

Bajo (incompleto)
- Alvin Petty (1976-1977)
- Les Claypool (1978–1979) (1980–1981) (1986–1989)
- Chris Olsen (1979, 1980)
- Geno Gilson (1983-1986)
- Larry LaLonde (1987-1989)
- Adán puertas (1988)
- Vern McElroy (1989-1990)
- Evan Barnes (1992-1995)
- Dani (2008-2014)
- Harald Oimoen (2013-2017)

Tambores (incompletos)
- Bret Hern (1979–1983) QEPD
- Bill Ticson (1983)
- Mike minero (1983-1988)
- Wes Anderson (1988-1989)
- Albert Simmons (1992-1995)
- Steve Johnson (2008-2010)
- Robert Nyström (2010-2014)
- Bret Hern (2014)
- Erik "Cire" Cruze (2014-2019)
- Brian Schwartz - batería (septiembre de 2019-2020)
- Liz Say - batería (espectáculos en vivo seleccionados)

Teclados
- Ben Heveroh (1982-1983)